# Allium yamadagensis
Allium yamadagensis (часник ямський) — вид трав'янистих рослин родини амарилісові (Amaryllidaceae), ендемік Туреччини. Епітет виду походить від "Yama Dağı" (гора Яма), де вперше був виявлений новий вид. Allium yamadagensis тісно пов'язаний з A. sintenisii, A. erzincanicum, A ekimianum, A. asperiflorum.

## Опис
Цибулина яйцеподібна, діаметром 0.7–1.2 × 1–1.5 см; зовнішні оболонки перетинчасті, коричневі; внутрішні — перетинчасті, білі; цибулинки рідкісні. Стеблина завдовжки 35–50 см, прямостійна, часто з пурпурним відтінком. Листків 2–3, плоскі, густо лускаті, коротші від стеблини. Зонтик від кулястого до субкулястого, діаметром 1.5–3 см, 30–70-квітковий. Оцвітина яйцеподібна; листочки оцвітини білувато-зелені з темніше-зеленими серединними жилками, 5–6 × 2.5–3.5 мм, верхівки від тупих до гострих. Пиляки 1.5–2 мм, жовті. Коробочка 4 × 3.5 мм, яйцеподібна. Насіння 3 × 1.5 мм, чорне.

## Поширення
Ендемік Туреччини — гора Яма.
Наразі на горі Яма знайдено лише одну популяцію Allium yamadagensis на висоті 2570 м. Площа ареалу була обчислена як 0.15 км², зафіксовано ≈ 300 зрілих особин. A. yamadagensis оцінюється як "критично загрожений" (CR) вид, через обмежене поширення в Туреччині.